# Campanar de Sant Martí Sesgueioles
El Campanar és una obra al nucli de Sant Martí Sesgueioles (Anoia) inclosa a l'Inventari del Patrimoni Arquitectònic de Catalunya. L'església parroquial de Sant Martí té la curiositat de tenir el campanar a l'altra banda del poble a mig pendent del Turó del Puig. Formava part de l'antiga església edificada el 1550 de la qual resten de dempeus un pany de paret, al fons del que era la nau i el campanar que recolza en aquesta paret. El campanar no era tan alt, l'any 1708, J. Reinald el va aixecar 29 pams seguint un projecte realitzat el 1692 pel mestre de cases Marc Godier. Aquest campanar, ara aïllat, es feu amb l'església antiga el 1550. És un edifici de pedra ben tallada que fou apujat segons pla del mestre de cases Marc Godier del 1692 i executat per Joan Reinald el 1708. Continua tenint les campanes, algunes de les quals del segle xviii (GRAN GEOG. COM. CAT.).

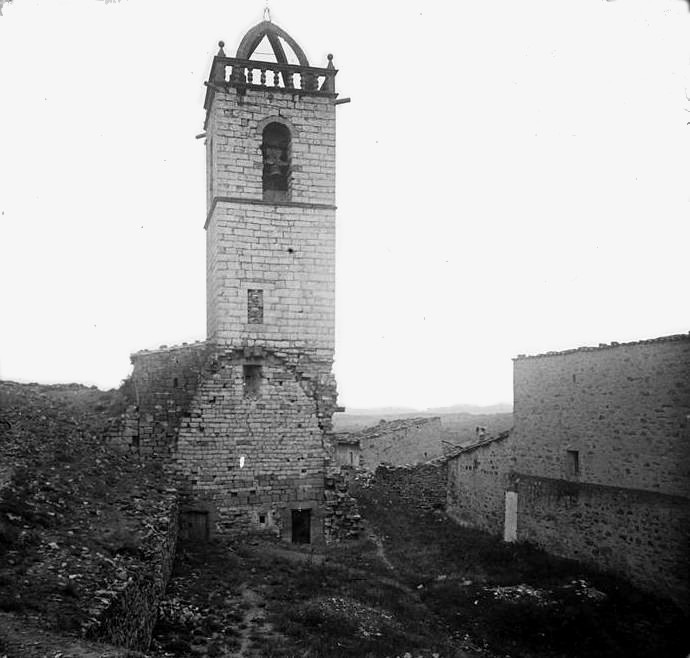
Any 1924

Construcció de planta quadrada amb quatre finestres d'arc de mig punt a la part superior, i coronada per una balustrada. A la base de la torre s'endevinen encara les traces de l'antiga església. La construcció realitzada amb pedra tallada. És de planta quadrada i està format per dos pisos. En el superior hi ha quatre finestres, una a cada cara i un rellotge. Està coronat per una balustrada i un element de ferro en forma de cúpula on hi ha les campanes que són del segle xviii. Algunes de les campanes que conserva, són del segle xviii.

## Història
El poble de Sant Martí Sesgueioles (647m. Altitud es va originar dins el primitiu terme del castell de Vilallonga, citat des del 1022. El lloc de dant Martí amb l'església o "domum Sti. Martini " i amb cases edificades a la vora surt esmentat l'any 1068 en una venda de terres i vinyes feta als comtes Ramon Berenguer I i Almodis. Aquesta compra i potser d'altres que desconeixem feren que el lloc de Sant Martí passés a ser de domini reial, metre que la resta del terme de Vilallonga restà de domini dels nobles. "Vers el 1550 va ésser construïda l'església "nova " de la qual encara resta el campanar fou per aqueix temps que la població d'ací inicià un notable creixement. Les noves cases foren edificades entre la nova església i la riera, i en la proximitat. El 1779 començà l'edificació, al centre de la població, de l'església actual.
Construït el 1708 per Joan Reinald, segons pla del mestre de Cases Marc Godier, formà part de l'antiga església del poble, construïda el 1550. El 1963 es va fer la reconstrucció pel mossèn J. Pujol i els mestres d'obres V. Giralt i J. Lloret segons una inscripció en el contrafort de l'angle del campanar.